# New Wave of British Heavy Metal
New Wave of British Heavy Metal sau NWOBHM a fost un curent muzical apărut la sfârșitul anilor 1970 în Marea Britanie. Mișcarea s-a dezvoltat ca reacție la declinului formațiilor timpurii de heavy metal precum Led Zeppelin, Deep Purple și Black Sabbath.

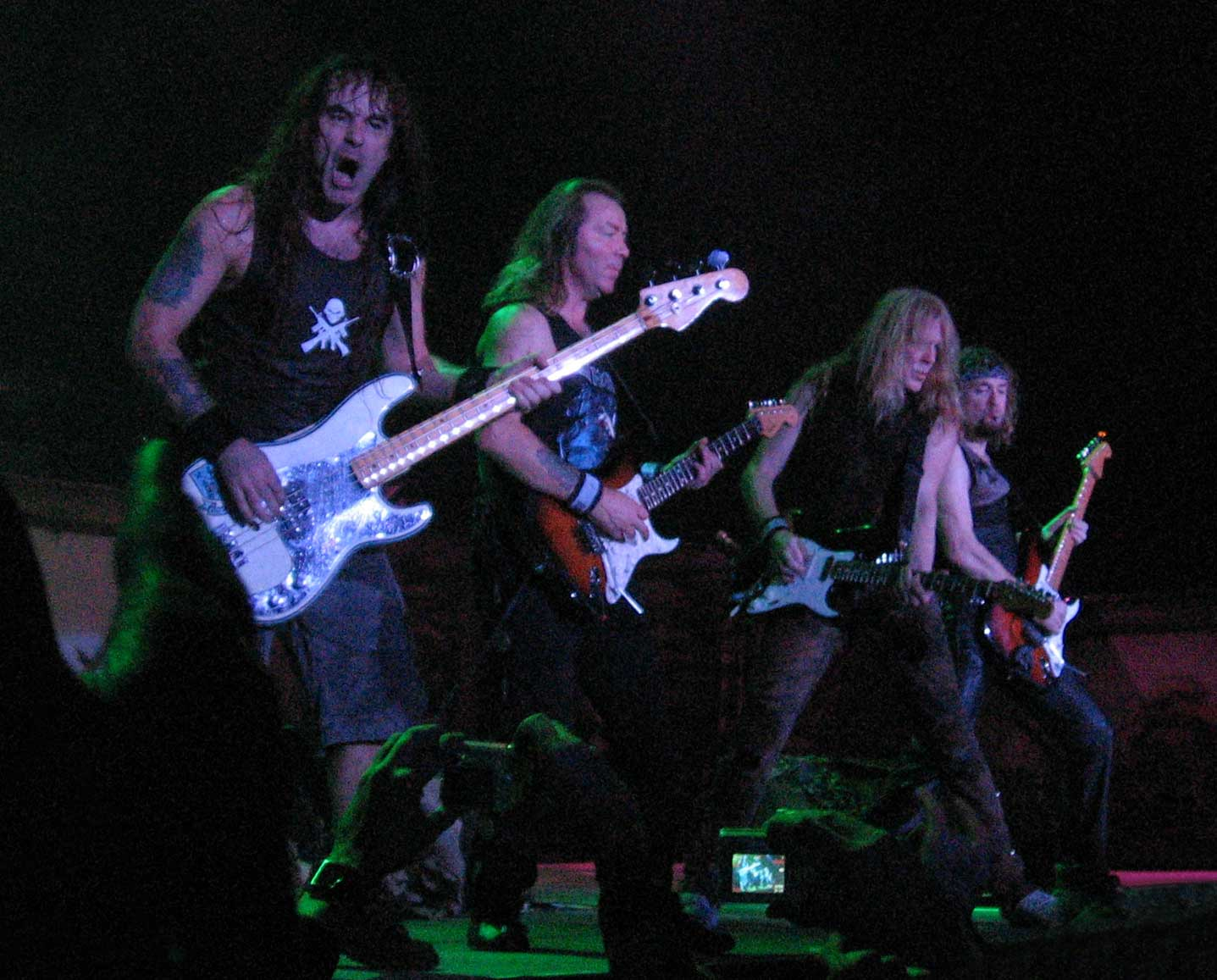
Iron Maiden

## Istoric
Deși atribuită faimosului DJ londonez Neal Kay, a cărui contribuție la propagarea curentului este indiscutabilă, expresia este intrebuințată pentru prima dată de Geoff Varton, unul dintre redactorii publicației muzicale Sounds, pentru a defini revigoaranta renaștere a heavy rock-ului britanic tradițional, inăbușit la granița anilor '70/'80 de post punk și new wave. 
Mișcare explozivă cu peste 200 de reprezentanți, susținută de cateva formații de etalon precum Iron Maiden, Saxon, Raven, Diamond Head, Venom, Def Leppard, Samson, Girlschool sau Praying Mantis, NWOBHM combină melodicitatea hard blues (Led Zeppelin, Deep Purple, Thin Lizzy) și agresivitatea chitaristică a heavy rock-ului tradițional (Black Sabbath, Judas Priest, Motorhead) cu puritatea și energia devastatoare a punk-ului din prima generație (Sex Pistols, The Damned, The Clash, The Saints, Ramones).
Născut în 1979 odată cu lansarea EP-ului Iron Maiden Soundhouse Tapes, curentul se stinge în 1981, ștrangulat, asemenea punk-ului, de cerințele de comercializare condiționate de industria muzicală.
Susținut cu entuziasm de legendarele compilații Metal for Muthas (EMI/1980) și Brute Force (MCA/1980), hibridul este exportat în Statele Unite pentru a fi așezat în anticamera stilurilor speed, thrash și death metal. Semnificativ în acest sens este LP-ul tribut NWOBHM Revisited (Phonogram/1990), compilat de Lars Ulrich, bateristul formației Metallica, o antologie a celor mai glorioase momente semnate de idolii săi de atunci: Holocaust, Bitches Sin, Jaguar, Praying Mantis, Raven, Vardis, Diamond Head, Fist, Saxon si Iron Maiden.

## Listă de formații NWOBHM
| - A II Z - Angel Witch - Atomkraft - Avenger - Battleaxe - Black Rose - Blitzkrieg (formație) - Chateaux - Cloven Hoof - Dedringer - Def Leppard - Demon - Diamond Head - Dumpy's Rusty Nuts - E.F.Band - Elixir - Ethel the Frog - Fist | - Girl - Girlschool - Grim Reaper - The Handsome Beasts - Hell - Hollow Ground - Holocaust - Iron Maiden - Jaguar (formație) - Jameson Raid - Judas Priest - Legend - Mama's Boys - More - Motörhead - Nightwing (formație) - Pagan Altar - Persian Risk - Praying Mantis | - Quartz - Raven - Samson - Satan - Savage - Saxon - Stampede - Sweet Savage - Tank - Tokyo Blade - Trespass - Tygers of Pan Tang - Tytan - Vardis - Venom - White Spirit - Witchfinder General - Witchfynde |